# Besitz
Besitz is een gemeente in de Duitse deelstaat Mecklenburg-Voor-Pommeren, en maakt deel uit van het Landkreis Ludwigslust-Parchim.

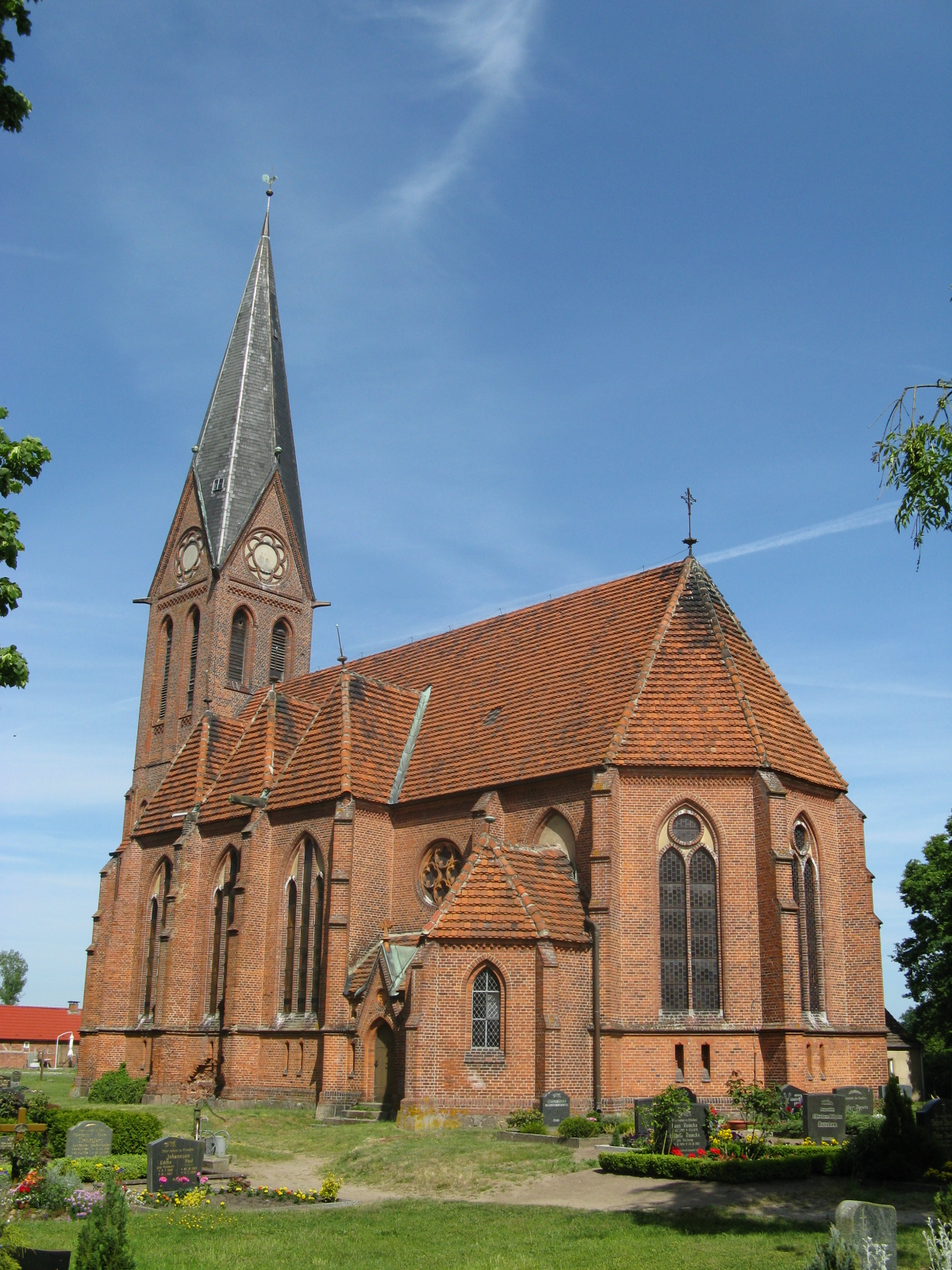
Kerk in Besitz

Besitz telt 450 inwoners.